# Peter Angelsen
Peter Angelsen (* 6. Februar 1935 in Buksnes, Vestvågøy) ist ein norwegischer Politiker der Senterpartiet (Sp). Er war von 1981 bis 1997 Abgeordneter im Storting und von Oktober 1997 bis Januar 2000 der Fischereiminister seines Landes.

## Leben
Angelsen kam als Sohn eines Fischereischiffers und einer Hausfrau in der damaligen Lofoten-Kommune Buksnes zur Welt. Er selbst arbeitete von 1951 bis 1981 ebenfalls als Fischer. Von 1957 bis 1958 besuchte Angelsen die Staatliche Fischereifachschule in Bodø (Statens Fiskarfagskole). Nachdem er ab 1958 zunächst als Miteigentümer wirkte, übernahm er im Jahr 1966 die Flotte seines Vaters vollständig.
Neben seiner beruflichen Tätigkeit begann sich Angelsen für die Senterpartiet in der Lokalpolitik zu engagieren. So war er von 1971 bis 1981 Mitglied im Kommunalparlament seiner Heimatkommune Vestvågøy. Ab 1978 gehörte er dem parteiinternen Fischereiausschuss an und im Jahr 1981 übernahm er den Posten als Vorsitzender der Senterpartiet im Fylke Nordland.
Bei der Parlamentswahl 1981 zog er erstmals in das norwegische Nationalparlament, das Storting, ein. Dort vertrat Angelsen bis 1997 den Wahlkreis Nordland. In seiner ersten Legislaturperiode wurde er Mitglied im Fraktionsvorstand der Senterpartiet-Fraktion und im Seefahrts- und Fischereiausschuss. Auch nach den Wahlen 1985 und 1989 wurde er Mitglied im Senterpartiet-Fraktionsvorstand sowie im Seefahrts- und Fischereiausschuss. Von Oktober 1989 bis September 1993 fungierte er als stellvertretender Ausschussvorsitzender. Nach der Stortingswahl 1993 ging Angelsen in den Wirtschaftsausschuss über, in dem er ebenfalls den Posten als stellvertretender Vorsitzender übernahm. Im Herbst 1997 trat er nicht mehr zur Wahl an und schied aus dem Storting aus.
Nach seiner Zeit als Abgeordneter plante Angelsen zunächst, im Herbst 1997 die Landespolitik verlassen. Am 17. Oktober 1997 wurde er jedoch zum Fischereiminister in der Regierung Bondevik I ernannt. Er übte das Amt bis zum 21. Januar 2000 aus, als er auf eigenen Wunsch zurücktrat und Pensionist wurde.